# Felix Solis
Felix Angel Solis (New York, 17 settembre 1971) è un attore statunitense di origini portoricane.

## Biografia
Solis è cresciuto a New York, da genitori entrambi portoricani. Ha iniziato a frequentare lezioni di teatro a partire dall'età di sei anni ed esordendo nel mondo della televisione a 26 anni.

## Filmografia parziale

### Attore

#### Cinema
- Empire - Due mondi a confronto (Empire), regia di Franc Reyes (2002)
- Adrift in Manhattan, regia di Alfredo Rodriguez de Villa (2007)
- The International, regia di Tom Tykwer (2009)
- Tallulah, regia di Sian Heder (2016)
- Allswell, regia di Ben Snyder (2022)
- L'amico fedele, regia di Scott McGehee e David Siegel (2024)
- Unfrosted - Storia di uno snack americano (Unfrosted), regia di Jerry Seinfeld (2024)

#### Televisione
- NYPD - New York Police Department (NYPD Blue) – serie TV, episodio 5x08 (1997)
- Law & Order - I due volti della giustizia (Law & Order) – serie TV, episodi 8x04-9x10-16x14-19x17 (1997-2009)
- Law & Order - Unità vittime speciali (Law & Order: Special Victims Unit) – serie TV, episodi 1x03-5x04 (1999-2003)
- I Soprano (The Sopranos) – serie TV, episodi 2x06-6x19 (2000-2007)
- West Wing - Tutti gli uomini del Presidente (West Wing) – serie TV, episodio 3x04 (2001)
- Law & Order: Criminal Intent – serie TV, episodi 2x06-7x01 (2002-2007)
- Oz – serie TV, episodio 6x04 (2003)
- Law & Order - Il verdetto (Law & Order: Trial by Jury) – serie TV, episodio 1x07 (2005)
- Damages – serie TV, episodio 2x01 (2009)
- Taking Chance - Il ritorno di un eroe (Taking Chance), regia di Ross Katz – film TV (2009)
- Fringe – serie TV, episodio 1x13 (2009)
- Criminal Minds – serie TV, episodio 5x18 (2010)
- Army Wives - Conflitti del cuore (Army Wives) – serie TV, episodio 4x02 (2010)
- The Good Wife – serie TV, 7 episodi (2010-2015)
- NYC 22 – serie TV, 13 episodi (2012)
- Made in Jersey – serie TV, 8 episodi (2012)
- Franklin & Bash – serie TV, episodio 3x06 (2013)
- The Following – serie TV, 8 episodi (2014-2015)
- Chicago P.D. – serie TV, episodio 2x16 (2015)
- Elementary – serie TV, episodio 3x16 (2015)
- Blue Bloods – serie TV, episodi 5x21-5x22 (2015)
- Colony – serie TV, 4 episodi (2016)
- The Family – serie TV, 12 episodi (2016)
- Hawaii Five-0 – serie TV, episodi 7x11-7x12 (2016)
- Mindhunter – serie TV, episodio 1x02 (2017)
- Ten Days in the Valley – serie TV, 8 episodi (2017)
- Seal Team – serie TV, 4 episodi (2018)
- Streghe (Charmed) – serie TV, 5 episodi (2020-2022)
- Ozark – serie TV, 23 episodi (2020-2022)
- The Rookie – serie TV, 7 episodi (2022-2025)
- The Rookie: Feds – serie TV, 22 episodi (2022-2023)
- City on Fire – serie TV, episodi 1x03-1x04-1x05 (2023)
- Sirens, regia di Nicole Kassell, Quyen Tran e Lila Neugebauer – miniserie TV (2025)

### Doppiatore
- Grand Theft Auto: Vice City Stories - videogioco (2006)
- Predator: Killer dei Killer (Predator: Killer of Killers), regia di Dan Trachtenberg e Joshua Wassung (2025)

## Doppiatori italiani
Nelle  versioni in italiano delle opere in cui ha recitato, Felix Solis è stato doppiato da:
- Enrico Di Troia in 40 carati, NYC 22, Blue Bloods
- Stefano Thermes in Colony, Mindhunter, Sirens
- Diego Suarez in Oz, Unfrosted - Storia di uno snack americano
- Antonio Palumbo in Fringe, Tallulah
- Pasquale Anselmo in The Good Wife, Streghe
- Paolo Marchese in Made in Jersey, Elementary
- Alberto Angrisano in Law & Order - I due volti della giustizia (ep. 8x04)
- Roberto Draghetti in Law & Order - I due volti della giustizia (ep. 9x10)
- Fabrizio Vidale in Law & Order - I due volti della giustizia (ep. 16x14)
- Alessandro Quarta in Law & Order - I due volti della giustizia (ep. 19x17)
- Luigi Ferraro in Law & Order - Unità vittime speciali (ep. 1x03)
- Daniele Valenti ne I Soprano (ep. 2x06)
- Stefano Billi ne I Soprano (ep. 6x19)
- Andrea Zalone in Law & Order: Criminal Intent (ep. 2x06)
- Marco Panzanaro in Law & Order: Criminal Intent (ep. 7x01)
- Mario Bombardieri in Taking Chance - Il ritorno di un eroe
- Pino Insegno in The International
- Carlo Scipioni in Criminal Minds
- Christian Iansante ne La frode
- Roberto Fidecaro in The Good Wife (ep. 6x11)
- Francesco Meoni in Chicago P.D.
- Andrea Lavagnino in The Following
- Franco Mannella in The Family
- Alessio Cigliano in Hawaii Five-0
- Mario Cordova in Ozark
- Gianni Gaude in The Rookie (st. 4-5)
- Simone Barba in The Rookie (st. 6)
- Dario Oppido in The Recruit
- Alessandro Budroni in L'amico fedele

Da doppiatore è stato sostituito da:
- Diego Suarez in Predator: Killer dei Killer